# Franz Drameh
Franz Alhusaine Drameh (Hackney, 5 gennaio 1993) è un attore britannico.

## Biografia
Dopo il debutto nel film Hereafter di Clint Eastwood, ottiene il suo primo ruolo da protagonista nel film Attack the Block - Invasione aliena del 2011, ed in seguito ha un ruolo in Edge of Tomorrow - Senza domani del 2014. Dal 2015 interpreta Jefferson "Jax" Jackson nella serie tv Legends of Tomorrow, spin-off di The Flash, serie in cui aveva recitato.

## Filmografia parziale

### Cinema
- Hereafter, regia di Clint Eastwood (2010)
- Attack the Block - Invasione aliena (Attack the Block), regia di Joe Cornish (2011)
- Now Is Good, regia di Ol Parker (2012)
- Edge of Tomorrow - Senza domani (Edge of Tomorrow), regia di Doug Liman (2014)
- 100 Streets, regia di Jim O'Hanlon (2016)
- The Gentlemen, regia di Guy Ritchie (2019)
- Twist, regia di Martin Owen (2021)

### Televisione
- Casualty – serie TV, 4 episodi (2007, 2012)
- Parents of the Band – serie TV, 6 episodi (2008-2009)
- Some Girls – serie TV, 9 episodi (2012-2013)
- My Murder, regia di Bruce Goodison – film TV (2012)
- Residue – miniserie TV, 3 puntate (2015)
- The Flash – serie TV, episodi 2x04-3x08-4x08 (2015-2017)
- Legends of Tomorrow – serie TV, 43 episodi (2016-2018)
- Supergirl – serie TV, episodio 3x08 (2017)
- Arrow – serie TV, episodio 6x08 (2017)
- See – serie TV, 5 episodi (2019)

## Doppiatori italiani
Nelle versioni in italiano dei suoi lavori, Franz Drameh è stato doppiato da:
- Federico Campaiola in Legends of Tomorrow, The Flash, Supergirl, Arrow
- Simone Crisari in 100 Streets, Twist
- Alessio Puccio in Attack the Block - Invasione aliena
- Manuel Meli in Edge of Tomorrow